# G.Gシリーズ
「G.Gシリーズ」（ジージーシリーズ）は、Genterpriseより配信のニンテンドーDSiウェアのシリーズ。開発はSUZAK。
Genterprise破産後はグッドビジョンより配信が継続されている。

## 概要
「GameらしいGame」をコンセプトに、さまざまなジャンルの新作ゲームをお手軽な価格で毎月2作品のペースでリリースしている。配信開始時から2009年11月までは2作品同時に配信されていたが、2009年12月以降からは1作品別々で1週間ずらしての配信となっている。
いずれも2Dのドット絵ゲームで、下画面にゲーム画面、上画面にスコアとG.Gシリーズのロゴが表示される。
2010年5月27日にはニンテンドーDSiウェアとして2010年3月までに配信された16タイトルに新作14タイトルを追加した『G.Gシリーズコレクション+』をパッケージソフトとして発売。その後、『コレクション+』の新作14タイトルも、単品のニンテンドーDSiウェアとして2015年7月1日・8日に配信されている。なお、8日に配信を開始した7作品がDSiウェア最後のソフトとなった。

## シリーズ

### ニンテンドーDSiウェア
| 発売日         | タイトル               | ジャンル       |
| -------------- | ---------------------- | -------------- |
| 2009年08月19日 | Energy Chain           | パズル         |
| 2009年08月19日 | コンベアこんぽう       | パズル         |
| 2009年09月16日 | Z・ONE                 | シューティング |
| 2009年09月16日 | Wonder Land            | シューティング |
| 2009年10月14日 | 超ヒーロー皇牙         | アクション     |
| 2009年10月14日 | 忍カラクリ伝           | アクション     |
| 2009年11月18日 | TETSUBOU               | スポーツ       |
| 2009年11月18日 | ドリフトサーキット     | スポーツ       |
| 2009年12月09日 | BLACK×BLOCK            | パズル         |
| 2009年12月16日 | Vertex                 | パズル         |
| 2010年01月06日 | DARK SPIRITS           | シューティング |
| 2010年01月13日 | D-TANK                 | シューティング |
| 2010年02月10日 | ASSAULT BUSTER         | アクション     |
| 2010年02月17日 | ドリリング アタック!!  | アクション     |
| 2010年03月10日 | THROW OUT              | スポーツ       |
| 2010年03月17日 | EXCITING RIVER         | スポーツ       |
| 2010年06月23日 | Z・ONE2                | シューティング |
| 2010年08月25日 | 超ヒーロー皇牙2        | アクション     |
| 2010年09月08日 | 忍カラクリ伝2          | アクション     |
| 2010年10月13日 | ドリフトサーキット2    | スポーツ       |
| 2015年07月01日 | Shadow Army            | シューティング |
| 2015年07月01日 | Variable Arms          | アクション     |
| 2015年07月01日 | ウィッパーの大冒険     | アクション     |
| 2015年07月01日 | ハリセンBON!           | シューティング |
| 2015年07月01日 | 勇者パズル             | パズル         |
| 2015年07月01日 | 宇宙レース             | レース         |
| 2015年07月01日 | 隠れ忍者 影丸          | アクション     |
| 2015年07月08日 | ALL BREAKER            | アクション     |
| 2015年07月08日 | RUN & STRIKE           | スポーツ       |
| 2015年07月08日 | Score Attacker         | シューティング |
| 2015年07月08日 | The Last Knight        | アクション     |
| 2015年07月08日 | にょっき               | アクション     |
| 2015年07月08日 | エアピンボールホッケー | アクション     |
| 2015年07月08日 | ベクトル               | パズル         |

### G.Gシリーズコレクション+
| タイトル               | ジャンル       |
| ---------------------- | -------------- |
| Energy Chain           | パズル         |
| コンベアこんぽう       | パズル         |
| Z・ONE                 | シューティング |
| Wonder Land            | シューティング |
| 超ヒーロー皇牙         | アクション     |
| 忍カラクリ伝           | アクション     |
| TETSUBOU               | スポーツ       |
| ドリフトサーキット     | スポーツ       |
| BLACK×BLOCK            | パズル         |
| Vertex                 | パズル         |
| DARK SPIRITS           | シューティング |
| D-TANK                 | シューティング |
| ASSAULT BUSTER         | アクション     |
| ドリリング アタック!!  | アクション     |
| THROW OUT              | スポーツ       |
| EXCITING RIVER         | スポーツ       |
| The Last Knight        | アクション     |
| Variable Arms          | アクション     |
| ウィッパーの大冒険     | アクション     |
| 隠れ忍者影丸           | アクション     |
| ALL BREAKER            | アクション     |
| にょっき               | アクション     |
| Shadow Army            | シューティング |
| Score Attacker         | シューティング |
| ハリセンBON!           | シューティング |
| ベクトル               | パズル         |
| 勇者パズル             | パズル         |
| RUN&STRIKE             | スポーツ       |
| 宇宙レース!!           | スポーツ       |
| エアピンボールホッケー | スポーツ       |